# Rozdilna
Rozdilna (ukrainsk: Роздільна, tr. Rozdilna, russisk: Раздельная, tr. Razdelnaja) , er en by med 17 913(2018) indbyggere i Odessa oblast i det vestlige Ukraine. Byen er administrativt center for Rozdilna rajon.

## Historie
Rozdilna blev grundlagt i 1863 og fik byrettigheder i 1957.
Under Anden Verdenskrig blev Rozdilna erobret af tyske og rumænske tropper den 10. august 1941, og var besat frem til den røde hærs befrielse den 4. april 1944.

## Befolkning
Ifølge den ukrainske folketælling i 2001 i havde Rozdilna 17.754 indbyggere. Ved folketællingen opgav 66,67% at have ukrainsk som modersmål, 31,68% havde russisk som modersmål. Øvrige sprog, der var repræsenteret ved folketællingen, var bl.a. moldavisk, armensk, bulgarsk, hviderussisk alle med mindre en 1% af indbyggerne.